# أسيوط (مركز)
مركز أسيوط، مركز إداري مصري. يقع في محافظة أسيوط الواقعة في جمهورية مصر العربية. القاعدة الإدارية للمركز هي مدينة أسيوط.

## التقسيم الإداري

### الوحدة المحلية بمنقباد
- منقباد
- بهيج
- سلام
- العدر
- ابني غالب
- علوان
- الهدايا
- البورة

### الوحدة المحلية بنجع سبع
- نجع عبد الرسول
- نجع سبع
- الحساني
- العيساوية
- نجوع بني حسين

### الوحدة المحلية ا ببني حسين
- بني حسين
- أولاد رايق
- مسرع

### الوحدة المحلية بدرنكة
- درنكة
- دير درنكة

### الوحدة المحلية بريفه
- ريفه
- الزاوية

### الوحدة المحلية بموشا
- شطب
- موشا

### الوحدة المحلية بالمطيعة
- نزلة عبد اللاه
- اولاد إبراهيم
- اولاد علي
- الشغبة
- النمايسة
- قرقارص
- المطيعة